# Devnja (vattendrag)
Devnja (bulgariska: Девня) är ett vattendrag i Bulgarien.   Det ligger i regionen Oblast Varna, i den östra delen av landet, 400 km öster om huvudstaden Sofia.
Runt Devnja är det i huvudsak tätbebyggt. Runt Devnja är det ganska glesbefolkat, med 25 invånare per kvadratkilometer.